# 네이처셀
네이처셀(NatureCell Co. Ltd.)은 대한민국의 줄기세포치료제 개발 기업이다. 본사는 서울특별시 영등포구 국회대로 76길 10, 5층에 위치해 있으며 대표이사는 라정찬이다.

## 역사
1960년 ㈜삼미식품공업으로 설립되어 1996년 ㈜삼미식품으로 법인명을 변경하였다. 2025년 퇴행성관절염 줄기세포치료제 '조인트스템'의 미국 식품의약품청(FDA)로부터 '혁신치료제'로 지정되었다.
2025년 미국 현지에서 퇴행성관절염 줄기세포 치료제 ‘조인트스템(JointStem)’을 생산·판매하기 위해 4000억원을 투자할 계획이다.

## 논란
2023년 대표이사, 최고재무책임자, 법무팀 총괄이사, 홍보 담당 이사가 치료제 개발이 성공적이라는 취지의 허위·과장 보도자료를 언론사에 배포하여 주가를 조작한 혐의로 기소되었다가 대법원에서 무죄판결을 받았다

## 같이 보기
- 줄기세포
- 라정찬

## 참고문헌
1. ↑  이권구, 네이처셀,베벌리힐스 비즈니스센터 오픈...줄기세포 미국 진출 본격화, 팜뉴스, 2023년 10월 12일
2. ↑  네이처셀 주가 강세, 화장품주 부각, 국제뉴스, 2024년 5월 21일
3. ↑  임한솔, 네이처셀 라정찬 "조인트스템 냉동제형 개발, 일본에서 먼저 승인받을 것", 비즈니스포스트, 2023년 4월 19일
4. ↑  네이처셀, 줄기세포치료제 美FDA 혁신치료제 지정 소식에 상한가 연합뉴스 2025-03-24
5. ↑  네이처셀, 세계 최초 줄기세포 치료제 “8월 품목허가 결정 전망” 美 생산도 본격화 와이드경제 2025-07-30
6. ↑  이용경, '주가조작 혐의' 라정찬 네이처셀 대표, "무죄" 확정, 법률신문, 2023년 3월 9일